# Kabinet-Pinay
Frankrijk heeft in de periode van 1952 tot 1953 één kabinet-Pinay gekend.

## Kabinet-Pinay (8 maart1952-8 januari1953)
- Antoine Pinay (CNIP) - Président du Conseil (premier) en minister van Financiën en Economische Zaken
- Henri Queuille (PRS) - Vice-Président du Conseil (vicepremier)
- Robert Schuman (MRP) - Minister van Buitenlandse Zaken
- René Pleven (UDSR) - Minister van Defensie
- Charles Brune (PRS) - Minister van Binnenlandse Zaken
- Jean-Marie Louvel (MRP) - Minister van Handel en Energie
- Pierre Garet (MRP) - Minister van Arbeid en Sociale Zekerheid
- Léon Martinaud-Deplat (PRS) - Minister van Justitie en Grootzegelbewaarder
- Pierre-Olivier Lapie (SFIO) - Minister van Onderwijs
- Emmanuel Temple (CNIP) - Minister van Veteranen en Oorlogsslachtoffers
- Camille Laurens (CNIP) - Minister van Landbouw
- Pierre Pflimlin (MRP) - Minister van Franse Overzeese Gebiedsdelen
- André Morice (PRS) - Minister van Openbare Werken, Transport en Toerisme
- Paul Ribeyre (CNIP) - Minister van Volksgezondheid en Bevolking
- Eugène Claudius-Petit (UDSR) - Minister van Wederopbouw en Stedenplanning
- Roger Duchet (CNIP) - Minister van Posterijen, Telegrafie en Telefonie
- Jean Letourneau (MRP) - Minister voor Relaties met Bevriende Staten

Wijzigingen
- 11 augustus 1952 - André Marie (PRS) volgt Lapie (SFIO) op als minister van Onderwijs.